# Lemuriocryptus montanus
Lemuriocryptus montanus är en mångfotingart som beskrevs av Karl Wilhelm Verhoeff 1939. Lemuriocryptus montanus ingår i släktet Lemuriocryptus och familjen fingerdubbelfotingar. Inga underarter finns listade i Catalogue of Life.